# Nеsebăr
Nesebǎr, je drevni grad Mesembria (staro grčki: Μεσήμβρια Mesí̱mvria) i glavno bugarsko odmaralište na obali Crnog mora. Smješten je u općini Nesebar u bugarskoj oblasti Burgas. Grad često zovu "Biser Crnog mora" i "Bugarski Dubrovnik" jer je grad bogat muzejima koji govore o njegovoj trotisućljetnoj povijesti.
On je jedno od glavnih turističkih mjesta na Crnom moru s mnogo odmarališta u njegovoj okolici od kojih je najveća Слънчев бряг ("Sunčana obala"), na sjevernom dijelu grada.
Stari dio grada ima bogatu povijest jer se često nalazio na granicama raznih carstava. Smješten je na poluotoku koji je nekada bio otokom, a s kopnom je povezan vještačkim uskim nasipom. Zbog mnogih povijesnih ostataka raznih okupatora, stari grad Nesebar je upisan na UNESCO-ov popis mjesta svjetske baštine u Europi 1983. godine. 

## Povijest
Tračansko naselje Menembria je doseljenjem Dorana iz Megare u 6. stoljeću pr. Kr. postalo grčkom kolonijom Mesembria. Mesembria je bila važnim trgovačkim središtem i rival Apolloniji (današnji Sozopol). O bogatstvu grada govori činjenica da se u 5. stoljeću pr. Kr. tu kovao brončani i srebrni novac, a u 3. st. pr. Kr. i zlatni. Iz helenističkog razdoblja u gradu su sačuvani ostaci akropole, agore i Apolonov grčki hram. Također su vidljivi i ostaci zidina koji su nekada činili sjevernu stranu poluotoka grada.
Rimljani su osvojili grad 71. godine i grad je za rimske vlasti uspio zadržati neke privilegije popu kovanja vlastitog novca. Od 5. stoljeća, Nesebar je postao jedno od glavnih uporišta Bizantskog carstva za koje su se uporno borili Bugari i Bizantinci. God. 812., osvojio ga je bugarski kan Krum koji ga je samo nakon dva tjedna morao predati bizantskom caru Borisu I. God. 864., osvojio ga je ponovo Krumov sin, car Simeon. Od tada je poznat po bugarskj verziji imena, Nesebar. Za vrijeme Drugog Bugarskog carstva vlast u gradu se ponovno izmjenjivala, a prosperitet je doživio za bugarskog cara Ivana Aleksandra (1331. – 71.). Križari, pod vodstvom Amadeusa VI., vojvode od Savoje, ga osvajaju 1366. godine.
Nakon što ga osvajaju Turci 1453. godine započinje doba njegovog propadanja. U 19. stoljeću nastaju njegove tipične drvene kuće koje se mogu naći cijelom bugarskom crnomorskom obalom. Pripadao je Islimiye sandžaku, pokrajine Edirne, do 1878. godine, kada je oslobođenjem Bugarske (Rusko-turski rat 1877. – 1878.) Nesebar postao dio pokrajine Istočna Rumelija i središte depatamenta Burgasa, do ujedinjenja s Bugarskom 1886. godine.
Koncem 19. stoljeća Nesbar je ostao malim naseljem grčkih ribara i vinogradara, ali je azvojem turizma početkom 20. stoljeća postao važnim bugarskim ljetovalištem. God. 1925. izgrađen je novi dio grada, a stari je obnovljen.

## Znamenitosti
Nesebar se često spominje kao grad s najviše crkava po glavi stanovnika. Od srednjovjekovnih spomenika u Nesebaru se nalaze:
- "Stara biskupija" ili Sv. Sofija, ranokršćanska trobrodna bazilika s polukružnom apsidom i narteksom, te bez svoda iz 5. – 6. stoljeća. Bila je bogato ukrašena reljefima i freskama, ali su je uništili i opljačkali Mlečani 1257. godine, a potpuno je napuštena do 18. stoljeća.
- Crkva Gospe Nježne (Eleusa) iz 6. stoljeća je imala tri broda, apsidu i narteks s dvije manje apside na sjevrnoj i južnoj strani. Nalazi se na sjevernoj strani otoka i bila je dijelom manastirskog kompleksa dok je nije uništio potres.
- Crkva sv. Ivana Krstitelja iz 11. stoljeća ima upisani grčki križ sa središnjom kupolom na visokom tamburu i izgrađena je od kamena lomljenca. Jedna je od najbolje sačuvanih u Nesbaru s ostacima nekih freski iz kasnijih razdoblja.
- Nova Mitropolija ili Crkva sv. Stjepana iz 11. stoljeća je trobrodna bazilika koja se nastavila ukrašavati sve do 18. stoljeća.
- Tijekom 13. i 14. stoljeća izgrađeno je više slikovitih bizantskih crkava s fasadama od opeke i kamena: Crkva sv. Teodore, Sv. Paraskeva, Crkva arhanđela sv. Mihajla i sv. Gabrijela i Crkva sv. Ivana Aliturgetosa (neposvećena).

Tijekom turske okupacije izgrađene su samo Crkva sv. Spasa i Crkva sv. Klementa u 17. stoljeću, koje su male ali ukrašene freskama, ali su nikle brojne drvene kuće koje su tipične za crnomorsku obalu.
- Stara Mitropolija (5. – 6. st.)
- Crkva Gospe Nježne (Eleusa, 10. st.)
- Crkva sv. Teodore (13. st.)
- Drvena vjetrenjača (18. st.) nalazi se na pola nasipa prema starom gradu

## Gradovi prijatelji
Nesebar je zbratimljen sa sljedećim gradovima:
- Ohrid, Makedonija
- Kotor, Crna Gora
- Budimpešta, Mađarska
- Sankt-Peterburg, Rusija